# Archidiocèse de Szczecin-Kamień
L'archidiocèse de Szczecin-Kamień (en latin : Archidioecesis Sedinensis-Caminensis, en polonais : Archidiecezja szczecińsko-kamieńska) est l'un des 14 archevêchés de Pologne. Archidiocèse latin, il est le siège métropolitain de la province ecclésiastique de Szczecin-Kamień. Depuis 2024, son archevêque est Wiesław Śmigiel (en).

## Territoire

Carte des archidiocèses et diocèses polonais

L'archidiocèse comprend la partie occidentale de la voïvodie de Poméranie-Occidentale.
Le siège archiépiscopal est à Szczecin, où se trouve la cathédrale Saint-Jacques le Grand Apôtre. À Kamień Pomorski c'est la co-cathédrale Saint-Jean-Baptiste. À Szczecin il y a également la basilique mineure Saint-Jean-Baptiste (pl).
Le territoire couvre 12 754 km², et il est divisé en 36 doyennés et 275 paroisses, desservis par 4 diacres et 634 prêtes (2022).  

## Suffragants
- Diocèse de Koszalin-Kołobrzeg
- Diocèse de Zielona Góra-Gorzów

## Histoire
Au Moyen Âge, pour la Poméranie de Stettin, il existait l'évêché de Cammin, fondé en 1140 par le pape Innocent II et placé directement sous la tutelle du Saint-Siège en tant qu'évêché exempt, car l'archevêché allemand de Magdebourg (de) et l'archevêché polonais de Gniezno revendiquaient tous deux sa supervision. De Wolin, le siège de l'évêché s'est fixé à Cammin, aujourd'hui Kamień Pomorski, en 1175, où un chapitre fut fondé pour la cathédrale Saint-Jean-Baptiste. Le 26 avril 1188, en vertu de la bulle Auctoritate apostolica du pape Clément III, il prit le nom de diocèse de Kamień. Il est supprimé en 1545 suite au passage de la ville et de l'évêque au protestantisme.
Le diocèse de Szczecin-Kamień a été rétabli le 28 juin 1972 par la bulle Episcoporum Poloniae du pape Paul VI, prenant son territoire du diocèse de Berlin (aujourd'hui archidiocèse). Il était à l'origine suffragant de l'archidiocèse de Gniezno.
Le 25 mars 1992, dans le cadre de la réorganisation des diocèses polonais ordonnée par le pape Jean-Paul II avec la bulle Totus tuus Poloniae populus, il a été élevé au rang d'archidiocèse métropolitain.

## Évêques et archevêques
- Jerzy Stroba (28 juin 1972 - 21 septembre 1978 ; nommé archevêque de Poznań)
- Kazimierz Jan Majdański (1 mars 1979 - 25 mars 1992)
- Marian Przykucki (25 mars 1992 - 1 mai 1999)
- Zygmunt Kamiński (1 mai 1999 - 21 février 2009)
- Andrzej Dzięga (21 février 2009 - 24 février 2024)
- Wiesław Śmigiel (en) (depuis le 13 septembre 2024 - )